# Берёзовка (Славгородский район)
Берёзовка (бел. Бярозаўка) — деревня в Славгородском районе Могилёвской области Белоруссии. Входит в состав Гиженского сельсовета.

## История
В письменных источниках упоминается с XVII века. В 1635 году обруб Павлова Березовка в Благовицком войтовстве Могилёвской экономии Оршанского повета Речи Посполитой, государственная собственность. В 1708 году во время Северной войны в донесении командующего корпусом Бовра Петру I указывается д. Берёзовка:

Сего сентября 27 дня в пути, не дошед вёски Берёзовки, получилъ ваш царского величества указ через Масора Чирикова, И пришёл в тое вёску Берёзовку, и стал промеж вёсак Берёзовка и Улуки. И сей ночи переберязь реку Проню, пойду до указанного места…

В 1742 году насчитывалось 13 хозяйств. В 1765 году — деревня (5 дворов, в которых никто не жил), государственное имущество в Пропойском старостве. В 1769 году 7 дворов, 9 жителей. После 1-го раздела Речи Посполитой (1772) в составе Российской империи. В 1786 году в Рогачёском повете, 8 дворов, 60 жителей, собственность помещика. В 1858 году 61 двор, 297 жителей. В 1880 году 70 дворов, 352 жителя. Часть сельчан занималась бондарным промыслом. В 1897 году 105 дворов, 712 жителей, в Должанской волости Чериковского повета. Имелись школы грамоты и корчма. В 1905 открыт казённый винный магазин. В 1907 году школа грамоты преобразована в земскую, которая разместилась в наёмном помещении. В 1909 году 112 дворов, 827 жителей. С 1919 в Быховском повете Гомельской губернии РСФСР, с 1924 года в Пропойском (с 23.5.1945 г. Славгородском) районе Могилевского округа БССР.
Во время Великой Отечественной войны была оккупирована гитлеровцами. В мае 1943 года ими было сожжено 136 дворов, убито 12 жителей. На войне погибло 134 жителя деревни.

## География
Географически деревня находится в 27 км на север от Славгорода, в 67 км от Могилёва, в 22 км от железнодорожной станции Чаусы на линии Могилёв — Кричев. На расстоянии примерно 2 км от Берёзовки протекает река Проня. Рельеф равнинный, на западе граничит с лесом, протекает ручей — приток р. Проня. Транспортная связь по дороге через д. Теляши, Гиженка, Ходорово и далее по трассе Славгород — Чериков.
На 2007 год в Берёзовке 93 хозяйства, 221 житель.

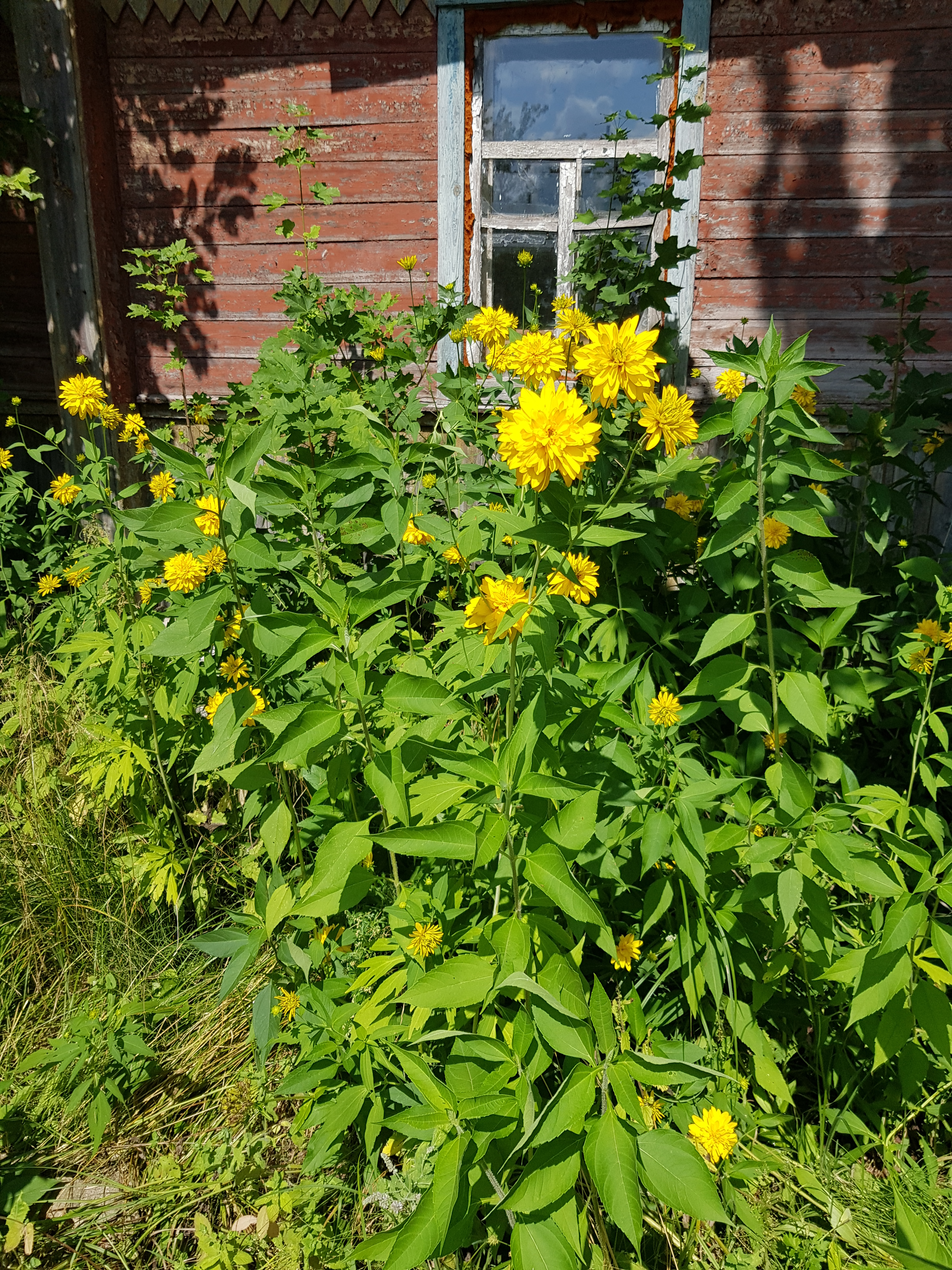
У одного из домов Берёзовки

## Производство
В деревне находится ферма по выращиванию крупного рогатого скота, мастерские по ремонту сельскохозяйственной техники, зерносушильный комплекс.

## Разное
В деревне имеется Березовский учебно-педагогический комплекс «Детский сад — школа», директор — Гореликова Татьяна Филипповна. Также в населённом пункте работают клуб, библиотека, фельдшерско-акушерский пункт, почтовое отделение и магазин.
В деревне находится мемориал в память воинов и партизан, погибших во время Великой Отечественной войны.